# Баладзеебі
Баладзеебі (груз. ბალაძეები) — село в Грузії.
За даними перепису населення 2014 року в селі проживає 116 осіб.